# Patrick Slavin
Patrick Slavin (* 5. Mai 1877 in Shotts, Schottland; † 13. November 1916 bei Puisieux, Frankreich) war ein schottischer Fußballspieler.

## Karriere und Leben

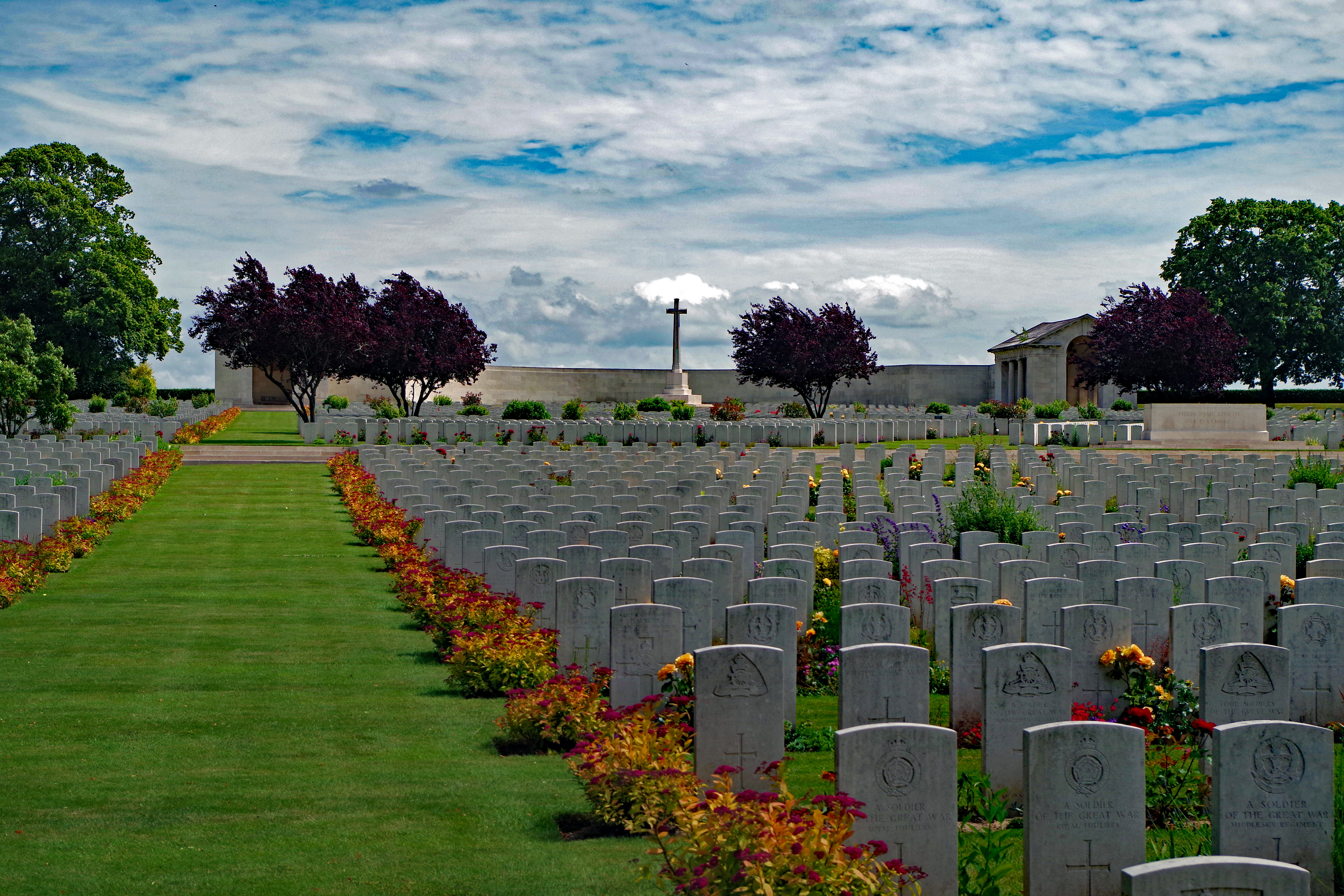
Serre Road Cemetery, letzte Ruhestätte von Slavin

Patrick Slavin wurde 1877 in Shotts, etwa 25 km entfernt von der schottischen Stadt Glasgow geboren. Er war der Sohn des Steinbrucharbeiters Maurice Slavin der aus dem irischen Letterkenny stammte, und seiner Mutter Rose die aus Kilross kam. Seine Eltern wanderten in den 1870er Jahren nach Schottland aus.
Der irischstämmige Slavin unterschrieb am 6. Februar 1897 einen Vertrag bei Celtic Glasgow, nachdem er zuvor bei den Fauldhouse Hibs gespielt hatte. Der Rechtsaußen bestritt sein einziges Ligaspiel für die „Bhoys“ bei einer 0:2-Liganiederlage gegen den FC St. Mirren am 13. März 1897. Im Juni 1897 wechselte Slavin zum FC Motherwell. Ein Jahr später wechselte er in seine Geburtsstadt zum FC Dykehead. Dort spielte er die folgenden beide Jahre, bevor er ab 1900 in der Nähe von Motherwell bei Carfin Emmet und danach bei den Albion Rovers in Coatbridge und den East Benhar Rangers aktiv war.
Patrick Slavin erscheint in der schottischen Volkszählung von 1901. Er lebte mit seinen Eltern und jüngeren Geschwistern in Fauldhouse und gab den Beruf des Steinhauers an. Im selben Jahr heiratete er Mary Graham in Fauldhouse.
Als Sergeant diente Slavin bei den Royal Scots im Ersten Weltkrieg. Vor seiner Einberufung war er Vorarbeiter im Bellbrae-Steinbruch und Mitglied der St. John’s Dramatic Society, wo er ein sehr erfolgreicher Bühnenmanager war. Slavin fiel am 13. November 1916 während der Schlacht an der Somme bei Puisieux im Alter von 39 Jahren. Er wurde auf dem Serre Road Cemetery Nr. 2 beigesetzt.